# Calvin S. Brice

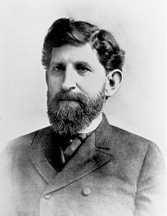
Calvin S. Brice

Calvin Stewart Brice (* 17. September 1845 im Canaan Township, Ohio; † 15. Dezember 1898) war ein US-amerikanischer Politiker der Demokratischen Partei. Von 1891 bis 1897 saß er für den Bundesstaat Ohio im US-Senat. Von 1889 bis 1892 war er Vorsitzender des Democratic National Committee.

## Biographie
Am 17. September 1845 wurde Calvin S. Brice als Sohn von Elizabeth Stewart und William Kilpatrick Brice, einem presbyterianischen Pfarrer, geboren. Ursprünglich wurde er zu Hause unterrichtet, wechselte aber nach einiger Zeit in das öffentliche Schulsystem des Putnam County. 1859 wurde er als Student an der Miami University zugelassen. Dort studierte er Jura. Später unterstützte er die Universität zweimal mit Geldmitteln, weshalb ein Gebäude (Brice Hall) nach ihm benannt wurde. Das Gebäude wurde bereits abgerissen.

## Militärlaufbahn und frühe Karriere als Rechtsanwalt
Bereits 1861 versuchte er, sich beim Militär zu bewerben, wurde aber aufgrund seines jungen Alters zunächst abgelehnt. 1862 wurde er dann schließlich in die Armee aufgenommen und diente zunächst im 86th Regiment of the Ohio Volunteer Infantry in West Virginia. 1863 verließ er die Armee, um sein Studium fortzusetzen. Im Anschluss daran arbeitete er zunächst als Lehrer, ehe er 1864 wiederum in die Armee ging. Er stieg in der Union Army schnell auf und war am Ende des Sezessionskrieges im Range eines Oberstleutnants.
Nach dem Ende des Krieges zog er sich aus der Armee zurück und startete eine Karriere als Jurist. 1865 schloss er sein Studium an der University of Michigan ab und wurde 1866 als Anwalt zugelassen. Im Anschluss daran arbeitete er als Rechtsanwalt.

## Businesskarriere
Nach seiner Tätigkeit als Rechtsanwalt war Brice in der Rechtsabteilung der Lake Erie and Louisville Railroad, einer Eisenbahngesellschaft, beschäftigt. Etwa zur gleichen Zeit machte er die Bekanntschaft mit Charles Foster, dem damaligen Gouverneur von Ohio. Mit der Unterstützung Fosters gelang es Brice, die Eisenbahn durch den Gründerkrach zu führen und weitere Gebiete an das Streckennetz anzuschließen. 1887 schließlich wurde Brice Präsident der nun Lake Erie and Western Railroad genannten Gesellschaft.
Im Laufe der Zeit sammelte Brice ein stattliches Vermögen an, welches er in andere Eisenbahngesellschaften und Banken investierte. Später wurde Brice mit Eisenbahnprojekten in China betraut. Er war Gründungsmitglied der American Asiatic Association, einer Organisation verantwortlich für amerikanische Handelsinteressen in China während der Politik der offenen Tür.

## Politische Karriere
Während seines wirtschaftlichen Erfolges spielte er eine immer wichtigere Rolle in Politik und Staat. Er galt als Bourbon-Demokrat. 1884 arbeitete er während des Wahlkampfes für den späteren US-Präsidenten Grover Cleveland. 1889 wurde er als Nachfolger von William Henry Barnum zum Vorsitzenden des Democratic National Committee gewählt. Diese Position hatte er bis 1892 inne.
Bei den Senatswahlen 1890 wurde Brice als Nachfolger des nicht mehr angetretenen Henry B. Payne zum Senator gewählt. Er diente eine Legislaturperiode. 1897 schied er wieder aus dem Senat aus, sein Nachfolger wurde Joseph B. Foraker. Er zog sich daraufhin aus dem öffentlichen Leben zurück.
Brice starb 1898 an einer Lungenentzündung. Briceville in Tennessee wurde nach ihm benannt.